# Channa pyrophthalmus
Channa pyrophthalmus — вид лабіринтових риб родини змієголових (Channidae). Описаний у 2024 році.

## Назва
Назва виду pyrophthalmus походить від грецьких слів πῦρ (вогонь) та ὀφθαλμός (око) і вказує на яскраво-помаранчеву ділянку під очима, кольором якої нагадує палаючий вуглик.

## Поширення та екологія
Ендемік М'янми. Вид відомий з району навколо села Лонпхау, басейну річки Крабурі, на півдні регіону Танінтаї, поблизу кордону з Таїландом. Один агресивних територіальних змієголовів. Вважається, що вони здебільшого поодинокі в дикій природі, коли не розмножуються. Складні середовища існування, типові для більшості змієголовів, дозволяють особинам легко уникати один одного.

## Опис
Тіло завдовжки від 91 до 125 мм. Вирізняється кольоровим малюнком голови, що складається з яскраво-помаранчевої підочноямкової плями в поєднанні зі сталевими синіми губами і горлом, а також світло-блакитним краєм передніх підочноямкових відділів. Серед змієголових риб групи гачуа в М'янмі він має найнижчий промінь у спинному (32–34) і анальному плавцях (20–22), а також кількість хребців (40–41).

## Акваріумістика
Цей вид продається як декоративна риба з 2009 року під назвою «Channa sp. лід і вогонь» або «Channa sp. вогонь і лід» і згадується як Channa sp. Tenasserim у Conte-Grand et al. (2017) та Rüber et al. (2020). Звіти про акваріуми свідчать про те, що цей вид виношує ікру у роті.